# Утен
Уте́н — счётная денежная единица Древнего Египта периода Нового царства. Упоминаются в надписях, относящихся к правлению фараона Тутмоса III (примерно XV век до нашей эры), в которых говорится о том, что фараон получал дань в золоте и серебре, исчисляемом в утенах. В одних источниках утены отождествляются с дебенами, в других эти два понятия («утен» и «дебен») различаются.
Во времена Нового царства утен был эквивалентен 81—100 граммам и делился на 10 более мелких единиц — кедетов.
Монетная форма денег появилась значительно позже времени упоминания утенов. В Древнем Египте описываемого периода функции денег выполняли непосредственно монетные металлы (золото, серебро и медь), представленные, как правило, в виде слитков или украшений (прежде всего в форме колец и спиралевидной проволоки). Корень слова «утен», вероятно, как раз и значил «кольцо» или «спиралевидная проволока».